# Bredasdorp
Bredasdorp is een plaats in de Zuid-Afrikaanse provincie West-Kaap.
Bredasdorp telt ongeveer 15.616 inwoners en ligt in de gemeente Kaap Agulhas.

## Zie ook

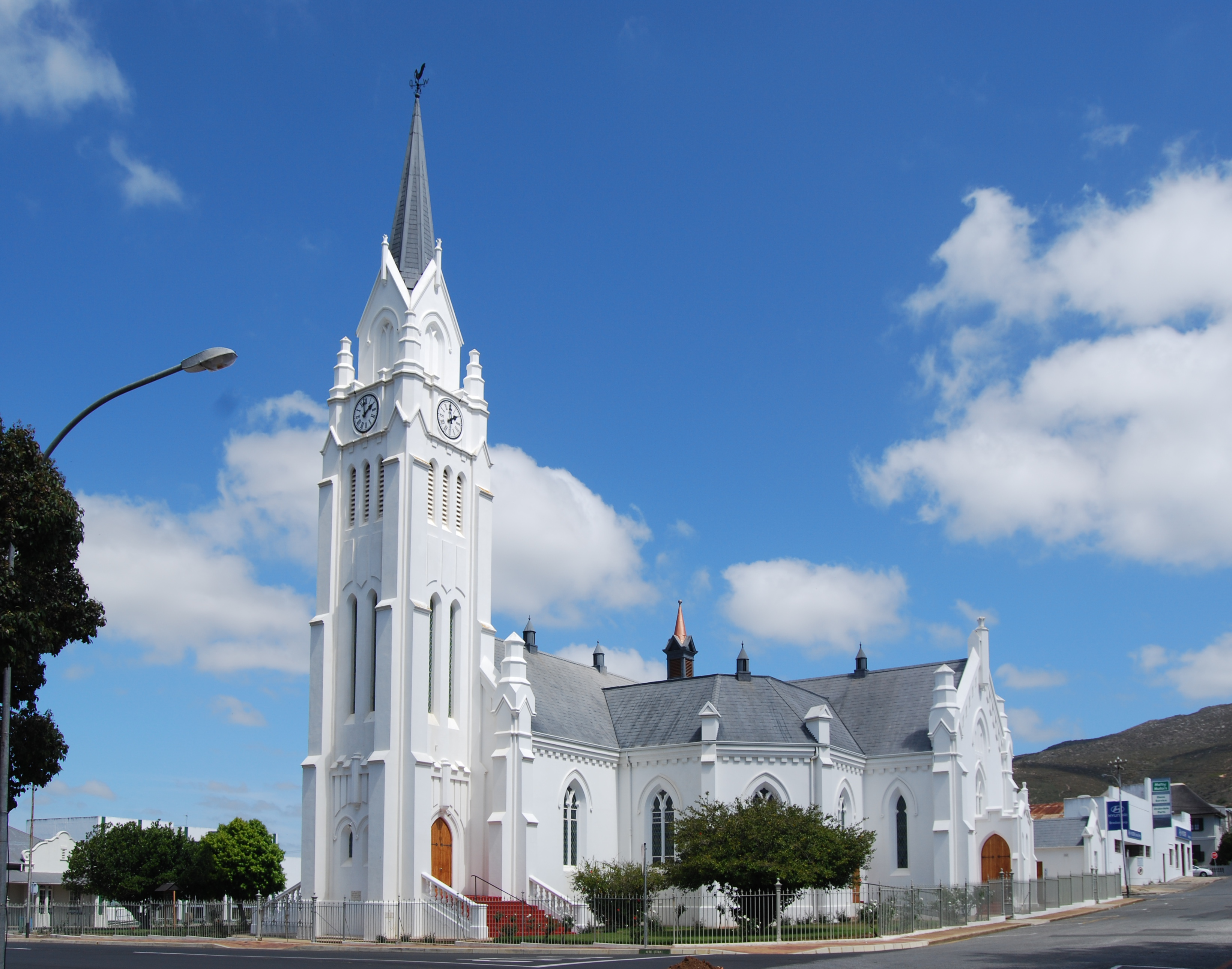
Nederlands Gereformeerde Kerk

## Grootste subplaatsen (Sub Place)
Bredasdorp • Kleinbegin